# Lophogaster typicus
Lophogaster typicus is een kreeftachtigensoort uit de familie van de Lophogastridae. De wetenschappelijke naam van de soort is voor het eerst geldig gepubliceerd in 1857 door M. Sars.